# Judy Boucher
Judy Boucher (Saint Vincent, 24 giugno 1938) è una cantautrice britannica.

## Biografia
L'album di debutto di Judy Boucher, intitolato Can't Be with You Tonight, è stato pubblicato nel 1986 ed ha raggiunto la 95ª posizione della Official Albums Chart. Il singolo omonimo è arrivato alla numero 2 della classifica britannica ed è entrato nelle classifiche del Belgio e dei Paesi Bassi, risultando il 16º singolo più venduto dell'anno nel Regno Unito. È stato seguito da You Caught My Eye, che si è fermato alla numero 20 in madrepatria. Si è esibita in concerti in Gran Bretagna, Spagna, Egitto, India e Sudafrica.

## Discografia

### Album in studio
- 1986 – Can't Be with You Tonight
- 1993 – Tears on My Pillow
- 1994 – Devoted to You
- 1996 – Take Me as I Am
- 1998 – Take Your Memory with You
- 2001 – New Way to Say Love
- 2003 – Just the Two of Us
- 2003 – Not This Time
- 2007 – Sunshine and Dreams

### Raccolte
- 2005 – The Best of Judy Boucher

### Singoli
- 1985 – Dreaming of a Little Island
- 1986 – My Heart Is Yearning
- 1986 – Lovely Paradise
- 1987 – Can't Be with You Tonight
- 1987 – You Caught My Eye
- 1990 – Almost Certainly
- 1992 – Sweet Dreams / Beneath Still Waters
- 1992 – Tears on My Pillow / Am I That Easy to Forget